# デイヴ・ホランド
デイヴ・ホランド（Dave Holland、1946年10月1日 - ）は、イングランド出身のジャズ・ベーシスト。

## 来歴
1968年にマイルス・デイヴィスに誘われ彼のバンドに参加し、『イン・ア・サイレント・ウェイ』や『ビッチェズ・ブリュー』といったアルバムに参加。1970年にはアンソニー・ブラクストン、チック・コリア、バリー・アルトシェルと「サークル」を結成。1970年代初期にはスタン・ゲッツやセロニアス・モンク、サム・リヴァースとも共演。1975年にはジョン・アバークロンビーとジャック・ディジョネットと「ゲイトウェイ」を組んでいる。
日本人ミュージシャンとの関わりは、1986年の富樫雅彦（パーカッション）の音楽生活30周年記念コンサートで、ドン・チェリー、スティーヴ・レイシーと共演しており、アルバム『BURA-BURA』として発売されている。
2006年、第48回グラミー賞において最優秀ラージ・ジャズ・アンサンブル・アルバムを受賞した。

## ディスコグラフィ

### リーダー作品
1970年代
- 『鳩首協議』 - Conference of the Birds（1972年11月録音）(ECM) 1973年
- Emerald Tears（1977年8月録音）(ECM) 1978年（ソロ・ベース）

1980年代
- Life Cycle（1982年11月録音）(ECM) 1983年（ソロ・チェロ）
- 『ジャンピン・イン』 - Jumpin' In（1983年10月録音）(ECM) 1984年
- 『シーズ・オブ・タイム』 - Seeds of Time（1984年11月録音）(ECM) 1985年
- 『レイザーズ・エッジ』 - The Razor's Edge（1987年2月録音）(ECM) 1987年
- 『トリプリケート』 - Triplicate（1988年3月録音）(ECM) 1988年

1990年代
- 『エクステンションズ』 - Extensions（1989年9月録音）(ECM) 1989年
- Ones All（1993年5月録音）(VeraBra) 1995年（ソロ・ベース）
- 『ドリーム・オブ・ジ・エルダーズ』 - Dream of the Elders（1995年3月録音）(ECM) 1995年（カルテット）
- 『ポインツ・オブ・ヴュー』 - Points of View（1997年9月録音）(ECM) 1998年（カルテット）
- 『プライム・ディレクティブ』 - Prime Directive（1998年12月録音）(ECM) 1999年（カルテット）

2000年代
- 『ノット・フォー・ナッシン』 - Not for Nothin'（2000年9月録音）(ECM) 2001年（カルテット）
- 『ホワット・ゴーズ・アラウンド』 - What Goes Around（2001年1月録音）(ECM) 2002年（ビッグバンド）
- 『エクステンデッド・プレイ：ライヴ・アット・バードランド』 - Extended Play: Live at Birdland（2001年11月録音）(ECM) 2003年（カルテットのライヴ。CD 2枚組。）
- Overtime（2005年）(Dare2/Sunnyside) (with big band)（第48回グラミー賞（最優秀ラージ・ジャズ・アンサンブル・アルバム））
- 『クリティカル・マス』 - Critical Mass（2006年）(Dare2/Sunnyside)（カルテット）
- Pass It On（2008年）(Dare2/EmArcy/UMe) (sextet)

2010年代
- Pathways（2010年）(Dare2) (octet)
- 『プリズム』 - Prism（2013年）(Dare2)（カルテット）
- 『アジーザ』 - Aziza（2016年）(Dare2)（カルテット）
- Uncharted Territories（2018年）(Dare2)（カルテット）

### ゲイトウェイの作品
（ジョン・アバークロンビー、デイヴ・ホランド、ジャック・ディジョネット）
- 『ゲイトウェイ』 - Gateway (ECM) 1975年
- 『ゲイトウェイ2』 - Gateway 2（1977年録音）(ECM) 1978年
- 『ホーム・カミング』 - Homecoming（1994年録音）(ECM) 1995年
- 『イン・ザ・モーメント』 - In the Moment（1994年録音）(ECM) 1996年

### スコ・ロ・ホ・フォの作品
（ジョン・スコフィールド、ジョー・ロヴァーノ、デイヴ・ホランド、アル・フォスター）
- 『oh!』 - oh!（2002年7月録音）(Blue Note) 2002年

### コンピレーション
- Rarum, Vol. 10: Selected Recordings (ECM) 2004年